# Свети Николай (Мариана)
„Свети Николай“ (на гръцки: Ἱερός Ναός Ἁγίου Νικολάου) е православна църква в село Олинтос, Халкидики, Гърция, част от Касандрийската епархия.

## Местоположение
Църквата е построена в махалата Мариана, на 150 m североизточно от Марианската кула.

## История
От църквата е запазена цялата олтарна ниша. От кратки разкопки става ясно, че това е голяма раннохристиянска базилика, вероятно храм на средновековната Амариана. В развалините на църквата е построен малък параклис.
В 1981 година храмът е обявен за защитен паметник на културата.